# Marian Sawa

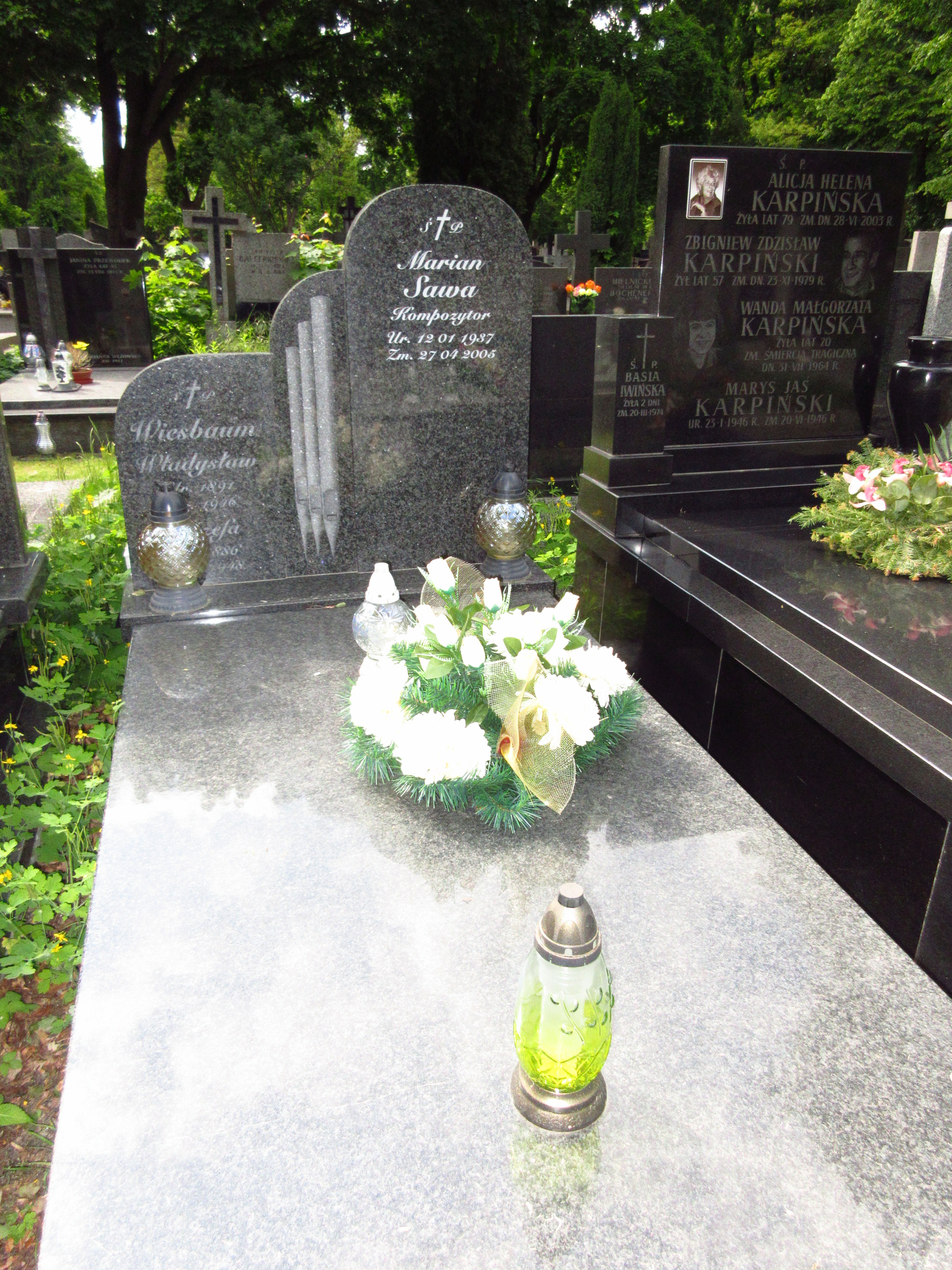
Grób Mariana Sawy na cmentarzu Bródnowskim

Marian Sawa (ur. 12 stycznia 1937 w Krasnymstawie, zm. 27 kwietnia 2005 w Warszawie) – polski kompozytor, organista, improwizator, muzykolog i pedagog.

## Życiorys
Wyższe studia muzyczne odbył w Państwowej Wyższej Szkole Muzycznej (obecnie Uniwersytet Muzyczny Fryderyka Chopina) w Warszawie w klasie organów Feliksa Rączkowskiego i w klasie kompozycji Kazimierza Sikorskiego. Jako pedagog pracował w warszawskim szkolnictwie muzycznym szczebla średniego i wyższego: w Zespole Państwowych Szkół Muzycznych im. J. Elsnera, Zespole Państwowych Szkół Muzycznych im. K. Szymanowskiego, Akademii Muzycznej im. F. Chopina oraz w Uniwersytecie Kardynała Stefana Wyszyńskiego.
Koncertował jako solista i akompaniator w kraju i za granicą. Nagrał szereg płyt LP i CD dla wytwórni takich jak Polskie Nagrania, Polskie Nagrania Edition, Veriton, Polonia Records, Arston, DUX, Acte Préalable.
Był laureatem licznych nagród kompozytorskich, m.in. I Nagrody na Konkursie Młodych Kompozytorów ZKP za utwór Assemblage na orkiestrę, oraz nagród i wyróżnień o charakterze państwowym (nagrody Ministra Kultury i Sztuki oraz Ministra Edukacji Narodowej).
Został pochowany na cmentarzu Bródnowskim w Warszawie (kwatera 47B-3-26).

## Twórczość
Twórczość Mariana Sawy obejmuje około 1000 utworów, w tym dzieła instrumentalne, wokalne i wokalno-instrumentalne. Znany jest przede wszystkim jako autor muzyki organowej (m.in. pięć koncertów na organy i orkiestrę, sonaty, fantazje, preludia, toccaty, passacaglie). Wiele jego dzieł wyrasta z inspiracji religijnej (liczne utwory na chór mieszany i męski a cappella, wielkie formy oratoryjno-kantatowe, m.in. Via Crucis, Missa Claromontana, kilka form Magnificat i Stabat Mater). W swojej muzyce odwoływał się często do chorału gregoriańskiego, polskich pieśni kościelnych i polskiego folkloru, często łącząc je ze sobą w jednym utworze.
Utwory Mariana Sawy zostały zarejestrowane na ponad 40 płytach CD, m.in. przez Wydawnictwa Acte Préalable i Musica Sacra Edition. Jego utwory organowe wykonywali m.in.: Andrzej Chorosiński, Joachim Grubich, Marietta Kruzel-Sosnowska, Józef Serafin, Jan Szypowski, Bartosz Patryk Rzyman, Irena Wisełka-Cieślar, Jan Bartłomiej Bokszczanin, Karol Gołębiowski, Piotr Grinholc, Leszek Mateusz Gorecki.
W 2006 roku, w pierwszą rocznicę śmierci kompozytora, w Warszawie powstało Towarzystwo im. Mariana Sawy, którego celem jest promocja twórczości artysty, publikacja jego dzieł drukiem, organizowanie koncertów i festiwali poświęconych jego twórczości. Po śmierci kompozytora właścicielami jego utworów są spadkobiercy Radosław i Aleksandra Sawa, którzy współpracują z Towarzystwem im. Mariana Sawy.